# Karadere
Der Karadere (auch Kara Dere; türkisch für „schwarzer Bach“) ist ein Zufluss des Schwarzen Meeres in den Provinzen Gümüşhane und Trabzon im Nordosten der Türkei.
Der Fluss hieß in der Antike Hyssos (latinisiert Hyssus).
Der Karadere entspringt im Ostpontischen Gebirge in der Provinz Gümüşhane.
Der Fluss strömt in überwiegend nördlicher Richtung durch das Bergland. Er überquert nach wenigen Kilometern die Provinzgrenze nach Trabzon. Er durchfließt den Landkreis Araklı und mündet schließlich bei der Küstenstadt Araklı ins Schwarze Meer.
Der Karadere hat eine Länge von ca. 70 km.